# Hossein Kalani
Hossein Kalani (in persiano حسین کلانی‎; Teheran, 23 gennaio 1945) è un ex calciatore iraniano, di ruolo attaccante.

## Carriera

### Club
Ha giocato per quasi 20 anni nel campionato iraniano, vincendolo due volte.

### Nazionale
Con la maglia della nazionale ha trionfato due volte in Coppa d'Asia, risultando anche il capocannoniere dell'edizione 1972.

## Palmarès

### Nazionale
- Coppa d'Asia: 2

1968, 1972

### Individuale
- Capocannoniere della  Coppa d'Asia: 1

Thailandia 1972 (5 reti, a pari merito con Park Lee-chun)